# Publius Cipius Pamphilius
Publius Cipius Pamphilius war ein antiker römischer Toreut (Metallbildner) aus Kampanien, sehr wahrscheinlich aus Capua.
Publius Cipius Pamphilius ist heute nur noch aufgrund zweier Signaturstempel bekannt. Weitere Informationen aus literarischen oder epigraphischen Quellen liegen nicht vor. Dennoch kann man davon ausgehen, dass er zur Gens der Cipier gehörte, die vor allem in Capua, aber zum Teil auch in Rom und Ostia lebte und mindestens in Capua und dessen Umland eine Reihe bedeutender toreutischer Unternehmen betrieb. Bekanntester und bedeutendster Vertreter der Familie war Publius Cipius Polybius. Die Identität mit einem nur als Cipius signierenden Familienmitglied ist nicht auszuschließen. Das Cognomen Pamphilius weist auf eine griechische Herkunft hin; somit kann man annehmen, dass er ein Freigelassener war. Ebenso ist Pamphilius ein Name, der auf eine Herkunft aus Pamphylien schließen lässt.
Beide Stücke wurden nicht in Italien gefunden, was für eine große Mobilität der Gesellschaft spricht. Dabei ist heute nicht mehr sicher zu sagen, ob die Stücke – beides sind Bronzekasserollen – durch Handel oder im Zuge von Truppenbewegungen römischer Legionsverbände ihren späteren Fundplatz erreichten. Bei den beiden Stücken handelt es sich um:
1. Bronzekasserolle, gefunden in Sisak, dem antiken Siscia, heute im Archäologischen Museum Zagreb.[1]
2. Bronzekasserolle, gefunden im Rhein bei Mainz-Kastel, heute im Landesmuseum Mainz.[2]

## Einzelbelege
1. ↑  Richard Petrovszky: Studien zu römischen Bronzegefäßen mit Meisterstempeln. Leidorf, Buch am Erlbach 1993, S. 226, Nr. C.21.01, Tafel 40.
2. ↑  Inventarnummer R 5625; Richard Petrovszky: Studien zu römischen Bronzegefäßen mit Meisterstempeln. Leidorf, Buch am Erlbach 1993, S. 226, Nr. C.21.02, Tafel 11; CIL XIII, 3/2, 10027, 54.

| Personendaten    | Personendaten                              |
| ---------------- | ------------------------------------------ |
| NAME             | Cipius Pamphilius, Publius                 |
| ALTERNATIVNAMEN  | Pamphilius, Publius Cipius                 |
| KURZBESCHREIBUNG | antiker römischer Toreut                   |
| GEBURTSDATUM     | 1. Jahrhundert v. Chr. oder 1. Jahrhundert |
| STERBEDATUM      | 1. Jahrhundert oder 2. Jahrhundert         |